# Kostel (Pregrada)
Kostel falu Horvátországban Krapina-Zagorje megyében. Közigazgatásilag Pregradához tartozik.

## Fekvése
Krapinától 12 km-re, községközpontjától 3 km-re északnyugatra a Horvát Zagorje északnyugati részén fekszik.

## Története
Kosztel és a koszteli Szent Imre plébánia első említése a zágrábi káptalan 1334-es statutumában található "Koztol" alakban. Első ismert birtokosa a Cillei család volt, akik még Zsigmond királytól kapták 1399-ben a koszteli uradalmat és a horvát Zagorje területének legnagyobb részét. Az utolsó Cillei, Ulrik gróf 1456-os, a Hunyadiak által történt meggyilkolása után a cseh származású Vitovecz János kapta meg a birtokot. Mivel utódai ellene fordultak, Hunyadi Mátyás elvette birtokaikat, majd később fiának Corvin Jánosnak adta. Corvin János özvegye Frangepán Beatrix Brandenburgi Györgyhöz ment feleségül, aki rövid ideig Kosztelt is birtokolta. 1523-ban aztán 13 ezer forintért Keglevich Péter bán vásárolta meg. A buzsinai Keglevichek a török támadások elől jöttek ide boszniai birtokaikról és itt telepedtek le. A vár több  mint két évszázadig volt a család székhelye és ez megnövelte jelentőségét is. Megindult a vár alapoktól történő teljes megújítása. A török veszély elmúltával a 17. század végén a család elhagyta a koszteli várat és a pregradai völgyben épített magának kényelmes kastélyt.
A településnek 1857-ben 208, 1910-ben 289 lakosa volt. Trianonig Varasd vármegye Pregradai járásához tartozott. A településnek 2001-ben 149 lakosa volt.

## Nevezetességei
- Kosztel várának romjai[2] a közeli Pregradáról a szlovén határ felé a Kosteljina-patak mellett vezető út feletti Kuna gora magaslatán találhatók. Feltárását 1953-ban végezték, állapota azóta is sokat romlott. A falak még ma is emeletnyi magasságban állnak.
- A Szent Imre plébániatemplom[3] középkori eredetű, első említése a zágrábi káptalan 1334-es statutumában található. Mai formájában 1830-ban épült, késő barokk stílusú, míg berendezése többnyire klasszicista. Tőle északnyugatra áll a 19. század elején épített plébánia.
- A plébániatemplom alatt álló Jézus Sebei  kápolnát a  vár köveiből a 18. század végén építettek fel. A késő barokk-klasszicista berendezés máig fennmaradt.

## Külső hivatkozások
- Pregrada hivatalos oldala
- A város információs portálja
- Várak a horvátországi Zagorje északnyugati részén